# Totokan
Totokan is een bestuurslaag in het regentschap Ponorogo van de provincie Oost-Java, Indonesië. Totokan telt 1811 inwoners (volkstelling 2010).